# Kamachal-e Bala Mahalleh
Kamachal-e Bala Mahalleh (em persa: كماچال بالامحله, romanizada como Kamāchāl-e Bālā Maḩalleh; também conhecida como Kamā Chāl, Komā Chāl e Koma Chal Chai) é uma aldeia do distrito rural de Kisom, situada no distrito central de Astaneh-ye Ashrafiyeh, na província de Gilan, no Irã. No censo de 2006, sua população era de 636, em 194 famílias.